# Heathsville
Heathsville è un census-designated place (CDP) degli Stati Uniti d'America, situato nello stato della Virginia, nella contea di Northumberland. Secondo il censimento del 2020 gli abitanti di Heathsville ammontavano a 136.
Nove siti di Heathsville sono stati inseriti nel National Register of Historic Places: la Heathsville Historic District, la Coan Baptist Church, la Howland Chapel School, il Kirkland Grove Campground, il Rice's Hotel, Oakley, la St. Stephen's Church, Sunnyside, e The Academy.